# KAN-1
KAN-1 (inne oznaczenie: Little Joe) – kierowany przeciwlotniczy pocisk rakietowy, konstrukcji amerykańskiej, z okresu II wojny światowej.
Little Joe powstał z powodu dużych opóźnień związanych z innym projektem Lark jako odpowiedź na poważne zagrożenie jakie stanowiły japońskie samoloty kamikaze. Konstrukcja została oparta na rakiecie JATO typu Aerojet 8AS1000, do której dodano skrzydła i stateczniki oraz głowicę o wadze 45 kg z zapalnikiem zbliżeniowym. Przy starcie „Joe” używał dodatkowo silników czterech 3-calowych (76 mm) rakiet lotniczych. Po starcie lot rakiety stabilizował mechanizm żyroskopowy, a sama rakieta była zdalnie kierowana radiowo. Pierwsze pociski tego typu zostały wyprodukowane w maju 1945. Według niektórych źródeł, 15 egzemplarzy zastosowano przeciw japońskim samobójczym samolotom-pociskom Yokosuka MXY7, koło Okinawy.